# Faizal Raffi
Faizal Raffi (* 20. Januar 1996 in Singapur), mit vollständigen Namen Mohamed Faizal Bin Mohamed Raffi, ist ein singapurischer Fußballspieler.

## Karriere
Faizal Raffi erlernte das Fußballspielen in der Jugendmannschaft des Erstligisten Balestier Khalsa und in der National Football Academy in Singapur. Von 2017 bis 2018 stand er bei den Tampines Rovers unter Vertrag. Der Verein spielte in der ersten singapurischen Liga, der S. League. 2017 feierte er mit dem Klub die Vizemeisterschaft. Für die Rovers absolvierte er sieben Erstligaspiele. 2019 wechselte er zum Ligakonkurrenten Warriors FC. Mit den Warriors stand er 2019 im Finale des Singapore Cup. Hier verlor er mit dem Klub gegen die Tampines Rovers mit 4:3. 2020 unterschrieb er einen Vertrag beim ebenfalls in der ersten Liga spielenden Balestier Khalsa. Hier stand er zwei Jahre unter Vertrag und bestritt dabei 22 Erstligaspiele. Die Saison 2022 stand er beim Ligarivalen Tanjong Pagar United. Für Tanjong stand er 17-mal in der Liga auf dem Spielfeld. Nach der Saison wurde sein Vertrag nicht verlängert. 

## Erfolge
Tampines Rovers
S. League: 2017 (Vizemeister)
Warriors FC
- Singapore Cup: 2019 (Finalist)